# 나라스페이스테크놀로지
나라스페이스테크놀로지(영어: NARA Space Technology)는 초소형 위성 플랫폼 기업이다. 한국항공우주연구원, 한국천문연구원 등 국내 우주 전문기관의 주요 초소형 위성 임무를 지원한다. 경기도가 추진하는 기후 위기 대응 전용 인공위성 ‘경기 기후 위성(경기샛)’의 제작·운용 파트너로 최종 선정됐다.

## 역사
- 2023년 11월: 국내 첫 상업용 초소형 지구관측 위성 '옵저버 1A'를 자체 개발하고 발사해 운용[4]
- 2025년 6월 30일: 주관사를 삼성증권으로 상장을 준비 중[5]